# Oybin
Oybin – (czes. Ojivín lub Ojvín) – miejscowość i gmina uzdrowiskowa w Niemczech, w kraju związkowym Saksonia, w okręgu administracyjnym Drezno, w powiecie Görlitz, w Górnych Łużycach przy granicy z Czechami, wchodzi w skład wspólnoty administracyjnej Olbersdorf.
Dzielnice: 
- Hain
- Lückendorf
- Oybin

## Historia

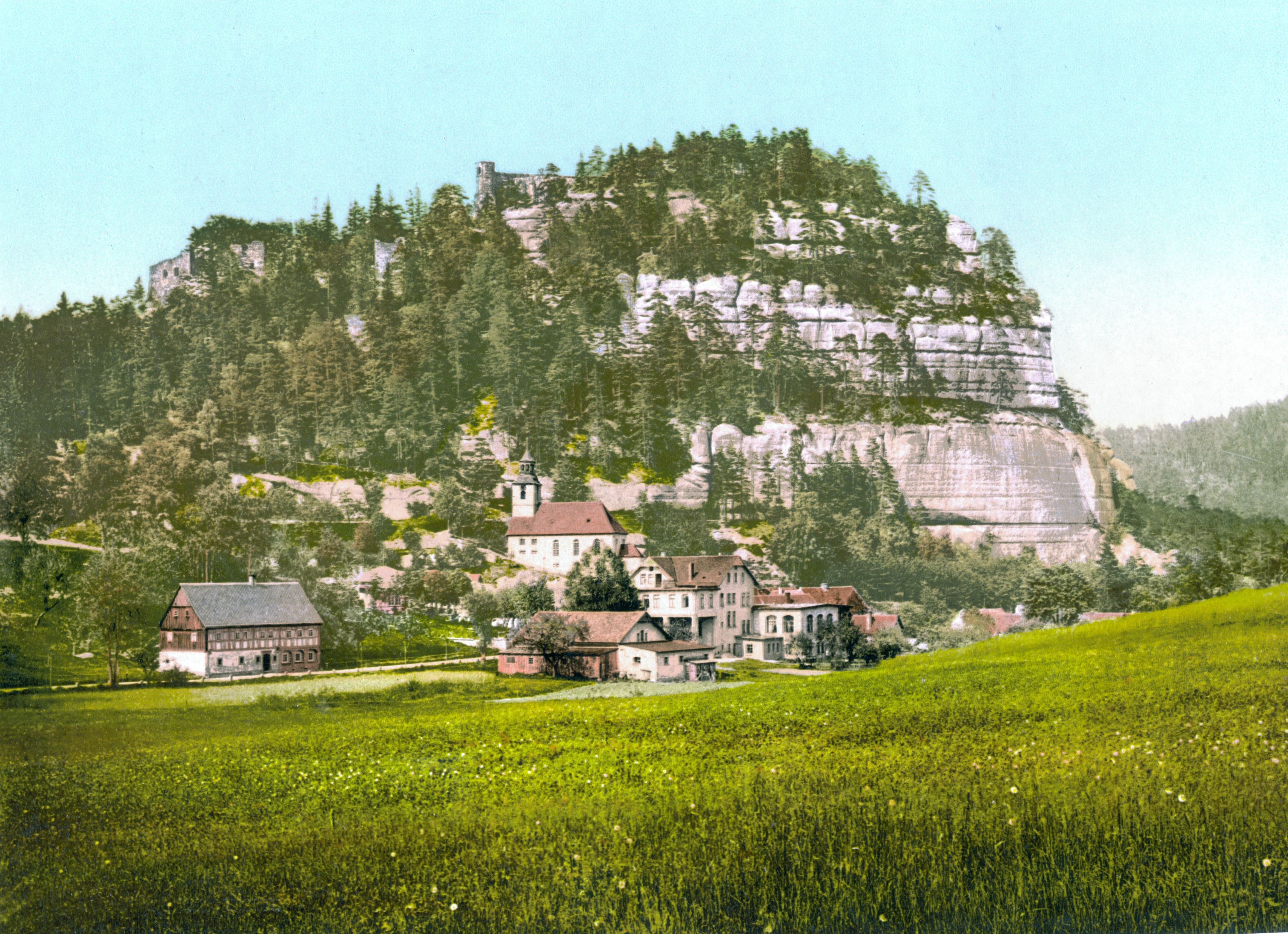
Góra Oybin na widokówce z ok. 1900

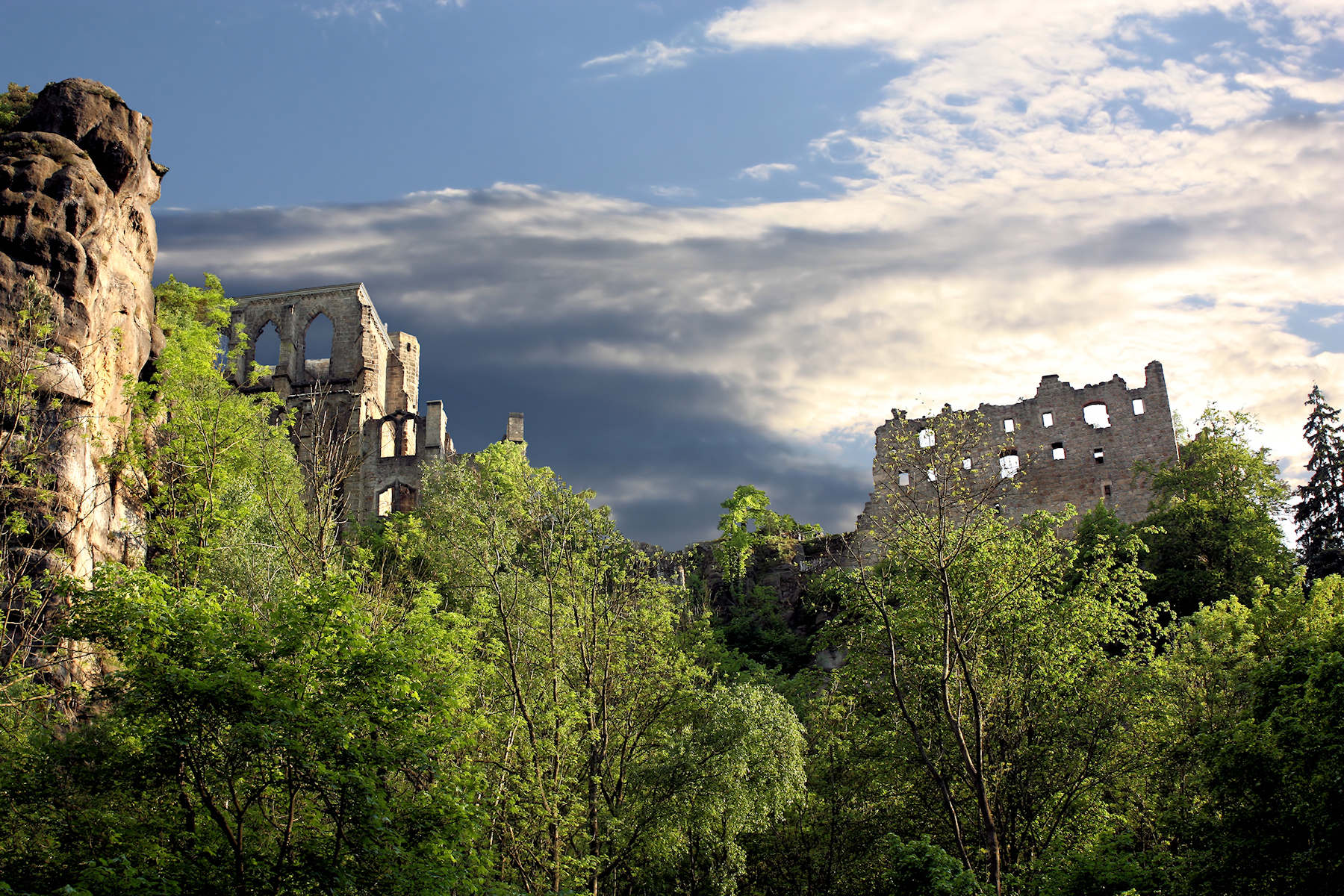
Ruiny klasztoru w Oybinie

Pierwsze wzmianki o miejscowości pochodzą z 1290. Przez długie lata należał do żytawskiego rodu szlacheckiego Ronowców (cz. Ronovci). Obecny herb gminy pochodzi bezpośrednio od herbu tegoż rodu. W 1319 Henryk z Czeskiej Lipy (cz. Jindřich z Lipé) sprzedał swoje włości królowi czeskiemu Janowi Luksemburskiemu w zamian za dobra na Morawach. Jeszcze w 1319 czeski król przekazał osadę piastowskiemu księciu Henrykowi I jaworskiemu, tym samym weszła w skład księstwa jaworskiego, jednego z polskich księstw dzielnicowych na Dolnym Śląsku, po czym w 1346 wraz z nieodległą Żytawą wróciła do Czech. W XIV wieku istniejący tutaj zamek ulegał licznym przebudowom, głównie za sprawą Karola IV Luksemburskiego, syna Jana. W owym czasie zamek ten był ulubioną rezydencją Karola IV, który swoją obecnością chciał podkreślić czeskie panowanie na ziemi żytawskiej. Także z rozkazu Karola IV został wzniesiony klasztor na górze Oybin.
Gród miał ważne znaczenie na szlaku handlowym z Czech do Łużyc.
Po pokonaniu protestanckich armii przez Habsburgów w bitwie na Białej Górze w 1620, wielu protestanckich Czechów znalazło schronienie w okolicy Gór Łużyckich oraz Górnych Łużyc.
Oybin jest miejscowością uzdrowiskową (oficjalnie zatwierdzoną w 1930). Największą atrakcją miejscowości jest góra Oybin zbudowana z piaskowca, której kopuła góruje nad miastem. Znajduje się tam barokowy kościół, a także ruiny średniowiecznego zamku i klasztoru, które w epoce romantyzmu były często przedstawiane na obrazach m.in. przez Kaspara Dawida Friedricha.
Wąskotorowa linia kolejowa zbudowana w 1890 prowadzi z Oybinu oraz z sąsiedniej miejscowości Jonsdorf do Żytawy. Linia ta jest wciąż obsługiwana przez wąskotorową kolejkę parową.